# 大山康晴
大山 康晴（おおやま やすはる、1923年（大正12年）3月13日 - 1992年（平成4年）7月26日）は、将棋棋士。十五世名人。棋士番号26。木見金治郎九段門下。
主な記録としては、公式タイトル獲得80期（歴代2位）、一般棋戦優勝44回（歴代2位）、通算1433勝（歴代2位）等がある。永世名人・永世十段・永世王位・永世棋聖・永世王将の5つの永世称号を保持。
順位戦A級に在籍しながら、1976年（昭和51年）12月から1989年（平成元年）5月まで日本将棋連盟会長を務めた。弟子には有吉道夫、中田功、行方尚史などがいる。1990年（平成2年）には将棋界から初めて文化功労者に選ばれた。正四位勲二等瑞宝章。岡山県倉敷市出身で、倉敷市および青森県上北郡おいらせ町の名誉市民・名誉町民。

## 生涯

### 生い立ち - 戦前期
1923年（大正12年）3月13日、岡山県浅口郡河内町西阿知（現・倉敷市）に生まれる。5歳頃から将棋を覚え始める。
才能を注目されて、1935年（昭和10年）に大阪に出て、同じく岡山県出身の木見金治郎八段（当時）に入門し、内弟子となる。同1935年、創設されたばかりの関西奨励会に6級で参加。順調に昇段し、1937年（昭和12年）には二段になった。
二段時代に、中外商業新報（のちの日本経済新聞）の主催の若手勝ち抜き棋戦において、初の公式戦を体験する。
木見門下の兄弟子に大野源一、角田三男、そして終生のライバル升田幸三がいた。内弟子時代、はじめは兄弟子の升田幸三が受け将棋で大山は攻め将棋だったが、二人で数多く対局するうちに、升田は攻めが強くなり、大山は受けが強くなったという。
しかし1938年（昭和13年）には、師匠の弟であり、木見家に居候していた木見栄次郎（中将棋の名手、将棋と囲碁はセミプロの腕前）と、中将棋と囲碁に明け暮れる毎日を送り、この年は二段のままであった。
一方で、この時期に中将棋を学んだことで、駒の連携を重視する、用心深く、粘りのある大山の棋風が生まれたと大山自身が述べている。また、この時期に囲碁を本気で勉強したことは、大山が戦時中に兵役に就いた際に身を助けた（後述）。晩年に至るまで大山は囲碁を趣味としており、1950年代には日本棋院からアマ五段の免状を受けていた。
1940年（昭和15年）2月に四段、1941年（昭和16年）に五段、1943年（昭和18年）に六段（前年の昭和17年に六段への昇段点を満たしたが、早すぎるとして昇段を保留された）。1942年（昭和17年）には、大阪毎日新聞（戦後の毎日新聞大阪本社）の嘱託となり、月額100円の手当を支給されるようになった。本来この嘱託の話は升田に持ち込まれていたが、升田が出征中だったため大山に話が回ってきたとも言われ、後に大山と升田が対立する原因の一つとなったとされる。

### 戦中 - 終戦
太平洋戦争中の1944年（昭和19年）に召集され、5月1日に、岡山市北部に兵営があった陸軍の「四十八部隊」に入営した。大山は、4月18日に倉敷の自宅で召集令状を受け取った時点で、六段で11勝3敗の成績であり、あと4勝で七段に昇段できる状況であった。大山は直ちに大阪に行き、入営の前に4局指させて欲しい（全て勝って七段になって入営したい）と師匠の木見に願い出た。大山の希望は叶えられ、4月20日から23日の間に、大野源一・八段、高島一岐代・六段、松浦卓造・四段、星田啓三・四段（段位はいずれも当時）と4局を指したが、松浦四段に1敗を喫し、3勝1敗の成績で昇段はできなかった。
将棋大成会（日本将棋連盟の前身）は、出征すれば生還を望めない状況を鑑み、出征が決まった棋士を無条件に昇段させていた。河口俊彦は、大山も何もしなくても七段に昇段できたはずなのに、あくまでも実力での昇段を望んだのは、真の将棋指しであった大山の人柄を表している、と評している。
同じく河口俊彦は、当時の大山に勝てる棋士は関西に存在せず（升田幸三・七段は、1943年〈昭和18年〉11月に2度目の召集を受けて出征していた）、そもそも、死にに行く出征棋士に勝とうなどと思う棋士がいるわけもなく、大山が1敗を喫したのは不思議である。大山は勝つのが当然と油断しており、その隙を松浦四段に突かれて負けたのだろうと推定している。
入営して二等兵（歩兵）となった大山は、厳しい初年兵訓練を1カ月受けたが、その後に縫工（ミシンを使って裁縫作業をする配置）に回された。同僚の兵は多くが沖縄戦に投入され、生還できなかったが、大山は戦地への動員を免れて岡山に残留した。岡山県出身の上官（氏名は出典に記載なし）が、特殊技能を持つ兵は岡山に残す、と判断した結果のようであった。
1945年（昭和20年）4月25日に大山の所属部隊が再編成され、本土決戦に備えて南九州に進出した。そこで所属部隊を離れて上級部隊である第154師団の司令部附となり、宮原健雄大佐（第154師団参謀長、陸士36期・陸大47期）の当番兵となり、終戦を迎えた。
以下は、宮原健雄大佐の戦後の証言による。
| 「 | 終戦の1か月前、昭和20年7月16日付で第154師団長が交代し、二見秋三郎少将（陸士28期・陸大37期）が着任した。二見師団長は囲碁が趣味で、「囲碁の強い兵隊を探せ」と部下に指示した。条件を満たす大山が所属部隊を離れて第154師団司令部附となり、師団長の囲碁の相手をすることになった。しかし、昭和13年に1年かけて囲碁と中将棋を学んだ（前述）大山は囲碁が強すぎ、全く勝てない師団長が閉口して、大山はお役御免となった。大山はここで所属部隊に戻される筈であったが、それは大山が可哀想だと同情され、大山は宮原参謀長の当番兵になった。なお、参謀長は将棋の心得があったが、大山が将棋の専門棋士だとは知らず、大山と将棋を指すことはなかった。（要約） | 」 |

### 20代初のタイトルホルダーに
戦後に復員して棋士に戻り、創設された順位戦にB級六段として出場。1947年（昭和22年）に七段昇段。同年、妻・（旧姓・中山）昌子と結婚。1948年（昭和23年）、時の塚田正夫名人への挑戦者は升田幸三八段と見られていたが、大山はB級1位ながら当時の変則運用によりA級棋士を連破して、A級1位の升田にも「高野山の決戦」（第7期名人挑戦者決定三番勝負）で辛勝して初めて名人挑戦者となる。25歳での名人挑戦は、当時の史上最年少記録であった。また、20代での名人戦登場は史上初のことであった。しかし、第7期名人戦は2勝4敗1千日手で敗れる。この年、A級八段に昇段。
1950年（昭和25年）、A級順位戦に優勝し名人挑戦者決定戦も制して、第9期名人戦で木村義雄名人に挑戦するも2勝4敗で敗れる。その後、新設された、第1期九段戦で、優勝して、初タイトルとなる九段を獲得。27歳でのタイトルホルダーは、当時の最年少記録であり、20代でのタイトル獲得も史上初のことであった。

### 史上最年少名人の誕生
1951年  九段のタイトルを防衛。
1952年（昭和27年）、29歳の大山は第11期名人戦で木村義雄名人に挑戦して4勝1敗で勝利し、当時の史上最年少名人が誕生した。20代での名人獲得は史上初であった。また、九段のタイトルも保持していたため、史上初の二冠達成。ただし、九段位は直後に塚田正夫挑戦者に奪われる。「名人位の箱根越え」は坂田三吉以来の悲願の成就であった（対局後、勝った大山が負けた木村に深々と頭を下げたことは、象徴的な場面として知られる）。以後、5連覇して1956年（昭和31年）には永世名人（十五世名人）の資格を得る。1952年 - 1954年には名人・王将の二冠を3年間保持した。1956年以前の九段戦は名人不参加であったため、当時の大山は全冠独占とは扱われないものの、出場しているタイトルは全て獲得していることとなる。
当時は岡山県倉敷市在住だったが、1955年（昭和30年）に東京に居を移す。

### 升田幸三との闘争
「高野山の決戦」に敗れ、名人挑戦・名人獲得と大山の後塵を拝していた升田幸三であったが、「新手一生」「名人に香車を引いて勝つ」 を標榜しながら巻き返しを狙っていた。1955年（昭和30年）度、升田は大山から王将位を奪取、二冠の一角を崩す。このとき、王将戦の規定（指し込み制）で升田は大山を香落ちに指し込んで屈辱を味わわせ、「名人に香車を引いて勝つ」という念願を達成している。この時の心境を大山は「ハラワタがちぎれるほど悔しかった」と言っている。1956年（昭和31年）の第16期名人戦において、第12期・第13期と升田を退けてきた大山は、ついに升田に名人位を奪取され、無冠に転落した。升田は、名人・九段・王将の全冠を独占して、棋界初の三冠王となった。
その後大山は、1957年（昭和32年）度の王将戦、1958年（昭和33年）の九段戦、1959年（昭和34年）の名人戦と、升田から次々とタイトルを奪回して無冠に追い込み、棋界2人目の三冠王（全冠独占）となった。この頃の「助からないと思っても助かっている」という大山の言葉は、扇子の揮毫などでよく知られている。以後、升田は、タイトルを一つも獲得できなかった。

### 五冠王時代
1959年（昭和34年）に三冠王となった大山は、1960年（昭和35年）創設の王位戦で王位を獲得して初の四冠独占をし、そして1962年（昭和37年）創設の棋聖戦で棋聖位を獲得して初の五冠独占（名人・十段・王将・王位・棋聖）を果たした。
1959年 - 1966年（昭和34年 - 昭和41年、36歳 - 43歳）頃はタイトル棋戦でほぼ無敵の極盛期であり、1962年 - 1970年（昭和37年 - 昭和45年）頃も四度、五冠王になった。特に、1963年（昭和38年）から1966年（昭和41年）にかけてはタイトルを19期連続で獲得し、その間、他の棋士達にタイトルを一つも渡さなかった。大山の全盛期は、1950年代後半 - 1960年代の日本の高度経済成長期とほぼ重なっている。
二上達也・山田道美・加藤一二三・内藤國雄といった若い俊才たちが次々に挑みかかったが、大山の正確な受けによる「受け潰し」に阻まれた。また、木村義雄・升田幸三らと同様に、大山もしばしば「盤外戦」を駆使したといわれている。

### 中原誠ら次世代の台頭、記録への挑戦
しかし、1960年代末期（昭和40年代半ば）になると、山田道美と、その研究グループ「山田教室」で腕を磨いた中原誠が台頭してきた。山田は夭折したが、中原は大山攻略術を編み出した。桂馬を巧く使うことが、大山の堅い囲いを崩すのに有効だったという。あるいは、中原には大山の盤外戦が通じなかったともいわれ、大山は中原だけには非常に相性が悪かった。中原とはタイトル戦で通算20回戦っているが、うち、大山の獲得数は4、中原の獲得数は16である。1968年 - 1972年（昭和43年 - 昭和47年）度にかけて、大山は中原によって次々とタイトルを奪取され、50歳目前の1973年（昭和48年）王将戦で無冠となった。大山が無冠となったのは16年ぶり。中原はこの年に四冠王（後に五冠王）になり、「棋界の太陽」と呼ばれ、「大山時代」が終わって「中原時代」が来たと言われるようになった。
1973年（昭和48年）9月26日、日本将棋連盟は臨時総会を開き、無冠となった大山が現役のまま「永世王将」を名乗ることができることを決定、同年10月31日に永世王将を就位した。また、1976年（昭和51年）には同じく現役のまま「十五世名人」を襲位した。これらの永世称号を名乗るのは原則として引退後であるが、大山が既に将棋界の一時代を築いてきた実績を持つ棋士であることを考えると、称号なしの「九段」とは呼べないという連盟側の配慮であった。
しかしながら「中原時代」の大山も、分の悪い対・中原戦を除けば依然として強さを発揮し、50歳代にもかかわらず十段1期・棋聖7期・王将3期の計11期を獲得した（59歳の王将位獲得は、タイトル獲得の最年長記録）。また、谷川浩司によれば、通算成績においても、20歳代の時より50歳代の時の方が多く勝っているとのこと。その他では谷川、羽生善治などにも負け越している。

### 連盟の運営、将棋の普及、顕彰

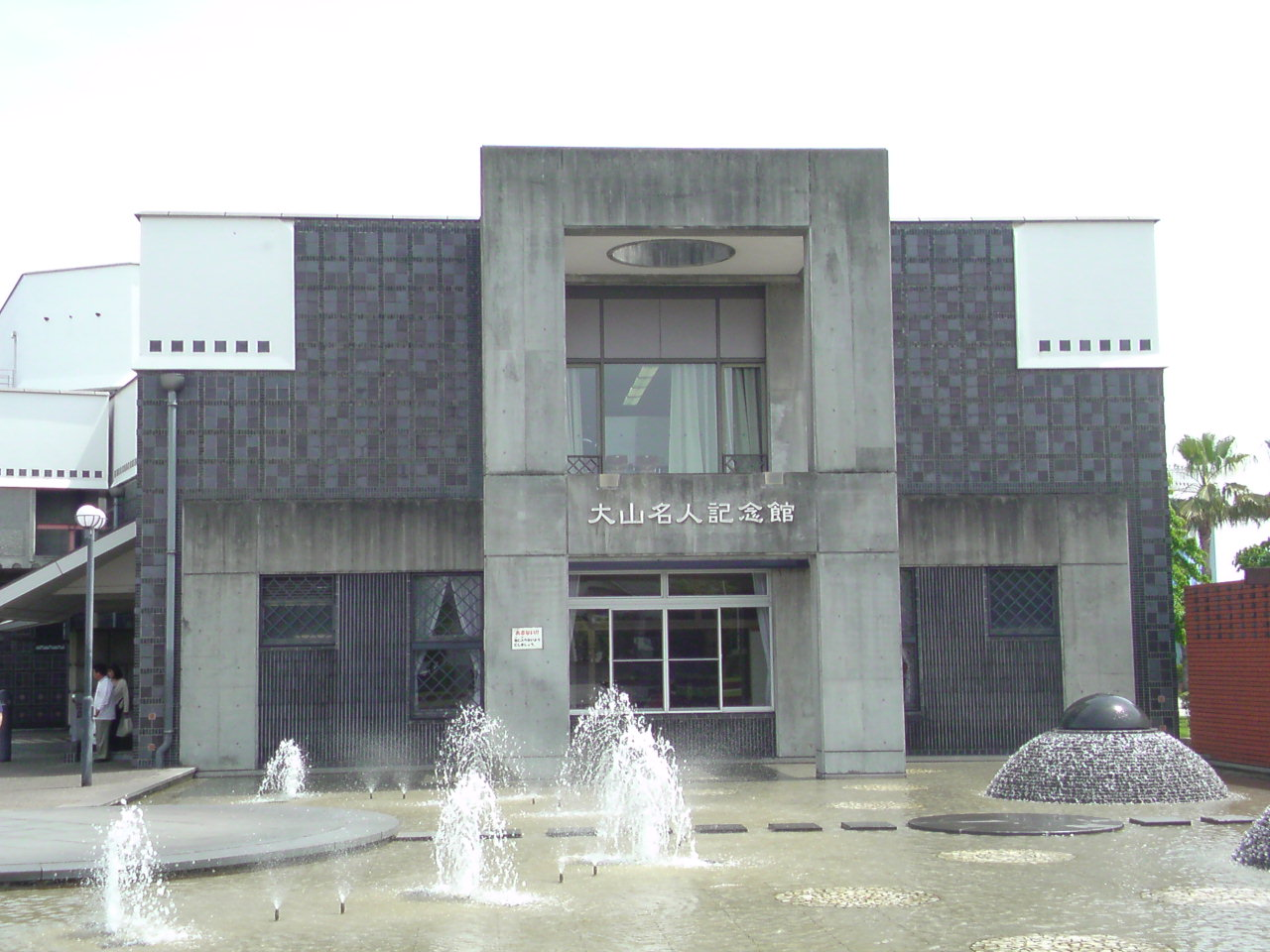
倉敷市芸文館に併設されている、倉敷市大山名人記念館

1974年（昭和49年）には「将棋会館建設委員長」となって日本将棋連盟本部である「将棋会館」の建設に、1977年（昭和52年）には「関西将棋会館建設副委員長」として「関西将棋会館」の建設に尽力。1976年12月から1989年5月（昭和51年 - 平成元年）には、第一線のA級棋士で王将を3期連覇しながら日本将棋連盟の会長を務め、プレイングマネージャーとして将棋界総本山の運営にも精力的に従事した。戦後に日本将棋連盟が発足して以来、会長とタイトルホルダーが兼ねていた唯一の事例である。

会長に就任した頃から、将棋の普及活動に、ひときわ熱心に取り組むようになった。
大山は、1978年（昭和53年）4月、55歳の時に、将棋普及のために青森県上北郡百石町（現・おいらせ町）を初めて訪れた。それ以来、大山は同町を繰り返し訪問し、「第二の故郷」と呼ぶほどの深い交流を持った。
1989年（平成元年）には百石町名誉町民の称号を贈られ（2005年（平成17年）に「おいらせ町」が発足してからは、おいらせ町名誉町民）、没後の2004年（平成16年）には大山を顕彰する町立の施設「大山将棋記念館」が建てられている。
出身地である倉敷市からは、1953年（昭和28年）に倉敷市文化賞を、1970年（昭和45年）に倉敷市名誉市民の称号を贈られ、没後の1993年（平成5年）には「倉敷市大山名人記念館」が建てられ、同じく1993年に女流棋士のタイトル戦として「大山名人杯倉敷藤花戦」（倉敷市ほか主催）が創設されている。
また、参加対象者を中国地方の小学生に限定して1995年（平成7年）より開始した「倉敷王将戦」は、後に参加対象者を西日本地区から全国の小学生にまで拡大、2012年（平成24年）からは「大山名人杯争奪全国小学生倉敷王将戦」の冠大会となっており、優勝経験者や上位入賞経験者からプロ棋士になった方も多数出している。
1990年（平成2年）には、将棋界から初めて文化功労者に選ばれた。
このほかの大山の表彰・顕彰としては、次のようなものがある。
- 1979年 NHK放送文化賞
- 1979年 紫綬褒章
- 1987年 第3回東京都文化賞
- 1987年 菊池寛賞
- 1992年 正四位勲二等瑞宝章

また、現役棋士として以下の表彰を受けている。
- 1965年00月00日 通算0600勝達成（将棋栄誉賞、賞の創設・受賞は1984年11月17日の「第10回将棋の日」）
- 1969年11月03日 現役勤続30年（表彰感謝の式）[34]
- 1972年00月00日 通算0800勝達成（将棋栄誉敢闘賞）
- 1977年03月14日 通算1000勝達成（特別将棋栄誉賞、1000勝447敗 勝率0.691）[35][36][注釈 12]
- 1979年11月17日 現役勤続40年（将棋の日表彰）[38]
- 1982年00月00日 通算1200勝達成の表彰
- 1989年11月17日 現役勤続50年（将棋の日表彰）[39]

### 晩年期の闘い
晩年期の大山は、肝臓がんと闘病しながら何度も復帰してA級順位戦を闘い、さらにはタイトル獲得に挑み続けた。還暦を過ぎた60歳でNHK杯テレビ将棋トーナメントで優勝し、63歳となった1986年（昭和61年）に名人戦で中原名人に挑戦し、平成元年度の1990年（平成2年）には棋王戦で66歳にして南芳一棋王に挑戦した。この棋王挑戦は、タイトル挑戦の最高齢記録である（五番勝負は0-3で奪取ならず）。
この年代になって、順位戦で降級の危機に瀕することはあった。「A級から落ちたら引退する」という大山の決意はファンにも知れ渡っており注目を集めたが、A級の地位を維持した。1987年（昭和62年）度は、生涯最低の3勝6敗の成績ながらも、最終戦を待たずして残留が決定していた。1990年（平成2年）度は、最初に5連敗したが、その後4連勝して降級を免れた。
さらに1991年（平成3年）度（1992年（平成4年）3月まで）の順位戦（第50期）では、がん治療中の身でありながらも名人挑戦権を争い、残り1局の時点で単独トップの谷川浩司四冠王（当時）を最終9回戦で破って、6勝3敗の4人でのプレーオフに持ち込んだ。プレーオフはパラマストーナメントのため、リーグ表で下位の大山は3連勝をする必要があったが、プレーオフ初戦の高橋道雄との対局で敗れ（勝勢になったが決め手を見逃して敗局）、これが大山がフル出場した最期の順位戦となった。
大山は最期まで現役を貫いた。没年となった1992年（平成4年）度の順位戦も休場せず、A級1回戦で田中寅彦との対局（1992年6月11日）に臨んだ。その3日後、1992年6月14日に高松市「高松市民会館」で行われた第13回将棋日本シリーズ1回戦（公開対局）での小林健二との対局において勝利し（147手）、公式戦通算成績を1433勝とした。これが大山の棋士人生最後の勝利となった。
1992年6月25日の棋聖戦二次予選での中村修との対局（146手で中村の勝ち）が大山の生涯最後の公式戦対局となり、53年間余りの公式戦通算成績を1433勝781敗（勝率0.647）として棋士人生を終えた。それから1か月後の7月26日、大山はA級の地位を守ったまま死去した。A級在籍のまま死去した将棋棋士は山田道美に続き史上2人目であり、後に村山聖もA級在籍のまま死去したが、山田と村山は将棋棋士として絶頂期と言える若い年齢（36歳と29歳）で死去したのに対し、大山は69歳という高齢でA級の地位を維持し続けていた点が特筆に値する。大山が残した69歳4か月のA級在籍記録は将棋史上最年長であり、現在も破られていない。

## 棋風
米長邦雄は、大山の、終盤での強靭な粘り、最善手ではない、敢えて相手の悪手や疑問手を誘うよう手を指す逆転術を「終盤が二度ある」「二枚腰」と評した。
同じく米長邦雄は、大山将棋の神髄は受けにあり、守りの要となる金の使い方の巧みさでは並ぶ者がない、と評している。
大山が1992年に死去した後、藤井猛が大山の棋譜を徹底的に研究して藤井システムを創案し、それを駆使して1998年度に初タイトルとなる竜王を獲得した際に、藤井の将棋と大山の将棋が酷似していると感じた米長邦雄は、「嫌な者」（大山）が生き返ってきたかのようだ、という趣旨の発言をしたという（河口俊彦による）。
羽生善治は、大山の棋風について「読んでいないのに急所に手が行く」「最善手を追求しない」と評している。大山との実戦では「まあこんなところだろう」という感じで手が伸びてくるのがピッタリ当たり、まさに名人芸という指しまわしであったと評している。
若い頃の大山は、その当時の主流であった矢倉や腰掛銀などの居飛車が多かったが、突如振り飛車党に転向、特に美濃囲いでの四間飛車とツノ銀中飛車を好んで指した。この転向について、勝又清和は「ファンに喜ばれる将棋を指そうと考えたため」と説明しているが、大山の場合は多忙の中、兄弟子の大野源一から序盤がある程度決まっている(序盤の研究を省略できる)振り飛車を勧められたためとも言われている。
しかしその一方で相振り飛車は極端に嫌っていて、相手が飛車を振った場合は必ず居飛車で指していた（大山が公式戦で相振り飛車を指した棋譜は1局しか残っていない）。
鈴木大介は、大山が相振り飛車を嫌っていた理由として、当時の相振り飛車で一般的に使われていた金無双の右銀の使い方に苦心していたためではないかと話している。その根拠として、大山が最後に指した相振り飛車の対局では、大山は二枚金の形にはしたものの右銀は2八に上げずに3九に置いたまま戦い、最終的に終盤で取られてしまうまで3九から動かすことは無かった。
相手の手番のときには、相手が盤上のどこを見て考えているか視線の方向を観察していた。

## 盤外戦

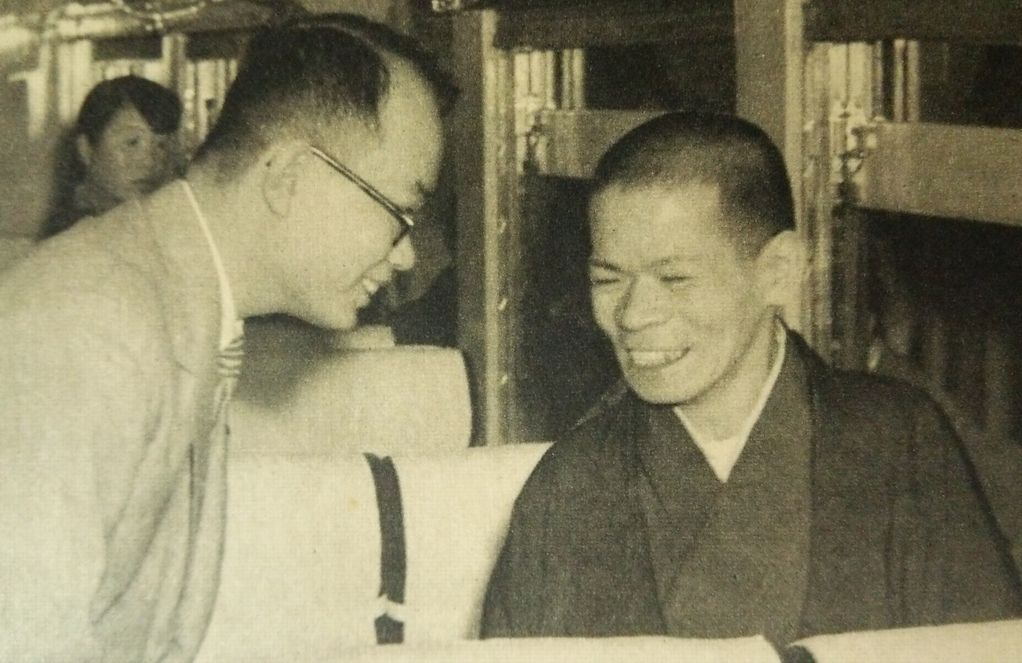
高島一岐代（右）とともに（1955年）

対局相手に無形の圧力を加えるなど、いわゆる「盤外戦」を駆使した面がしばしば強調される。
例えば有名な高野山の決戦である。A級1位だった升田が塚田正夫への挑戦者で当然だったが、名人戦を当時主催していた毎日新聞社は、自社の嘱託棋士であったB級1位の大山を強引に参画させるため、突然A級上位3名とB級1位のプレーオフで名人戦挑戦者を決める変則を実施した。朝日新聞社の嘱託棋士であった升田には、対局の日程も場所も事前に通知がなく、真冬の高野山に行く升田に同行者を出さないという冷遇をした。しかも、十二指腸の具合がよくなかった升田は温暖な場所での対局を依頼していたが、毎日新聞社は寒冷な高野山を選ぶなど、升田は対局する以前に大山側から強烈な盤外戦を喰らっていたという説もある。
一方、河口俊彦は、毎日新聞社が、朝日新聞社の嘱託棋士であった升田に悪意のある仕打ちをしていたというのは、升田の考えすぎであろう、という趣旨を述べている。
1948年（昭和23年）の「高野山の決戦」の後の1953年（昭和28年）に毎日新聞社に入社し、長く観戦記者を務めた井口昭夫は、下記のように述べている。
- 「B級1位を参画」という制度変更は、「順位戦の開始前」にされていたはずだ（升田は知らなかったかもしれないが）。順位戦が終わった段階での、制度変更は考えられない。なお「B級1位を参画」は七段時代の升田が、木村名人との五番勝負に勝った結果として「B級の逸材にも挑戦のチャンスを与えよう」という流れである。
- 井口は、高野山での対局を毎日新聞社で担当した者に話を聞いた。当時は食糧難で対局場所を探すのも困難であり、食糧が十分確保されている高野山が対局場所として適所としてあげられた。なお、「途中は寒くても、寺に入ってしまえば防寒の用意は発達している」と高野山側の説明を受けていた。
- 毎日側は升田に連絡しようとしたが、升田の所在がわからず困惑していた。朝日新聞側の担当者も、升田に連絡がつかないことを心配していた。

敗戦から3年を経た1948年、未だ日本の食糧事情は厳しく、「高野山の決戦」については、対局の前夜に供されるすき焼きの材料は主催社の毎日新聞社が提供し、高野山滞在中に関係者が食べる白米（出典には「銀飯」とある）は高野山が提供し、左党の升田に欠かせない酒は後援者が提供した。食糧確保のための関係者の努力は多大なものであった。
なお、大山の側も、朝日新聞社が名人戦を主催するようになって以降は相当の盤外の圧力を被っていたという説もある。升田が勝てば役員総出で大宴会になり、大山が勝ったらそのまま全員帰った、大山が升田に敗れればカメラマンが何度も投了の瞬間を再現するよう迫ったという逸話が伝えられている。これで奮起した大山は2期後に名人位を升田から取り戻し13期連続、通算18期名人位を獲得し、その後二度と終生のライバルであった升田にタイトルを譲ることはなかった。

## その他の棋類
日本の古典将棋である中将棋の権威でもあり、さらにはチェスでも日本チャンピオンになり、日中国交正常化の翌年1973年に日中象棋協会（後に日本シャンチー協会に改名）を設立して会長職を務めてシャンチー（中国象棋）の普及にも努め、日中協会の役員 にもなって日本将棋の中国への普及にも努めた。

## 昇段履歴、永世称号襲位・就位
- 1935年00月00日 ： 入門
- 1940年01月01日 ： 四段
- 1941年00月00日 ： 五段
- 1943年00月00日 ： 六段
- 1947年05月10日 ： 七段（順位戦B級在籍）
- 1948年04月01日 ： 八段（A級昇級）
- 1958年04月17日 ： 九段（1954年時点での名人3期達成による）[58][59][注釈 18]
- 1973年10月31日 ： 永世王将を就位（特例）
- 1976年12月06日 ： 十五世名人を襲位（特例、1976年11月17日「将棋の日」に木村義雄十四世名人から推戴状授与）[60][61]
- 1976年12（同06日0日本将棋連盟の会長就任[62]）
- （1989年05月24日0日本将棋連盟の会長退任[63]）
- 1992年07月26日 ： A級現役のまま逝去（69歳没）

## 主な成績

### タイトル・永世称号
登場・連覇の 太字 は歴代最多記録。
詳細は大山康晴の戦績を参照。他の棋士との比較は、タイトル獲得記録、将棋のタイトル在位者一覧を参照
| タイトル                                    | 獲得年度                                            | 登場 | 獲得期数           | 連覇                 | 永世称号（備考）             |
| 竜王                                        | －                                                  | 0    | －                 | －                   |                              |
| 名人                                        | 1952 - 1956、1959 - 1971                            | 25回 | 18期 （歴代1位)    | 13連覇 （歴代1位)    | 十五世名人 1976年12月6日襲位 |
| 王位                                        | 1960 - 1971                                         | 15回 | 12期 (歴代2位)     | 12連覇 (歴代1位)     | 永世王位                     |
| 王座                                        | －                                                  | 0    | －                 | －                   | 一般棋戦時代の優勝9回        |
| 棋王                                        | －                                                  | 02回 | －                 | －                   |                              |
| 王将                                        | 1952 - 1954、1957 - 1961、 1963 - 1971、1979 - 1981 | 26回 | 20期 (歴代1位)     | 9連覇 (歴代1位)      | 永世王将 1973年10月31日就位  |
| 棋聖                                        | 1962後 - 1965後、1966後、 1970前、1974前 - 1977前   | 22回 | 16期 (歴代1位タイ) | 7連覇 (2度、歴代2位) | 永世棋聖 1965年付け          |
| 旧タイトル                                  | 獲得年度                                            | 登場 | 獲得期数           | 連覇                 | 永世称号（備考）             |
| 九段                                        | 1950 - 1951、1958 - 1961                            | 08回 | 6期 (歴代1位)      | 4連覇 (歴代1位タイ)  |                              |
| 十段                                        | 1962 - 1967、1969、1973                             | 14回 | 8期 (歴代2位)      | 6連覇 (歴代1位タイ)  | 永世十段 1988年付け          |
| 登場回数 合計112回、獲得合計80期（歴代2位） |                                                     |      |                    |                      |                              |

| 01位 | 羽生善治* | 099期 | (138回) |
| 2位  | 大山康晴  | 80期  | (112回) |
| 3位  | 中原誠    | 64期  | (091回) |
| 4位  | 渡辺明*   | 31期  | (045回) |
| 5位  | 藤井聡太* | 30期  | (031回) |

| 6位  | 谷川浩司*                   | 27期        | (057回)         |
| 7位  | 米長邦雄                    | 019期       | (048回)         |
| 8位  | 佐藤康光*                   | 13期        | (037回)         |
| 9位  | 森内俊之*                   | 12期        | (025回)         |
| 10位 | 加藤一二三                  | 08期        | (024回)         |
|      | 木村義雄 (番勝負実施分のみ) | 08期 (05期) | (011回) (008回) |

| 01位 | 羽生善治* | 099期 | (138回) |
| 2位  | 大山康晴  | 80期  | (112回) |
| 3位  | 中原誠    | 64期  | (091回) |
| 4位  | 渡辺明*   | 31期  | (045回) |
| 5位  | 藤井聡太* | 30期  | (031回) |

| 6位  | 谷川浩司*                   | 27期        | (057回)         |
| 7位  | 米長邦雄                    | 019期       | (048回)         |
| 8位  | 佐藤康光*                   | 13期        | (037回)         |
| 9位  | 森内俊之*                   | 12期        | (025回)         |
| 10位 | 加藤一二三                  | 08期        | (024回)         |
|      | 木村義雄 (番勝負実施分のみ) | 08期 (05期) | (011回) (008回) |

### 一般棋戦優勝
- 王座戦 9回（1953 - 1955、1959、1964、1966、1968、1980 - 1981年度）
- NHK杯テレビ将棋トーナメント 8回 = 歴代2位（1954 - 1955、1961、1964、1970、1972、1979、1983年度）
- 全日本選手権戦（名人九段五番勝負） 4回（1950 - 1951、1953、1955年度）
- 名人A級勝抜戦5勝以上 4回（1952後期=6連勝、1954後期=5連勝、1956前期=7連勝、1958前期=7連勝）[64]
- 早指し王位決定戦 4回 = 歴代1位（1954 - 1957年度）
- 日本将棋連盟杯争奪戦 4回 = 歴代1位（1972、1975、1978 - 1979年度）
- 早指し将棋選手権 4回 = 歴代1位タイ（1973年度前期、1974年度前期、1975年度後期、1976年度後期）
- 東京新聞社杯高松宮賞争奪将棋選手権戦 2回 = 歴代1位タイ（1960 - 1961年度）
- 全八段戦 1回（1952年度）
- 産経杯争奪トーナメント 1回（1953年度）
- 名将戦 1回（1979年度）
- JT将棋日本シリーズ 1回（1982年度）
- オールスター勝ち抜き戦5勝以上 1回（1985年度=5連勝）

合計44回（歴代2位）
この他、東西対抗勝継戦5勝以上 1回（1955（第4回））がある。本棋戦は本来は名人の参加しない一般棋戦だが、この年は「特別模範勝抜戦」と題して名人の大山が特別に参加した。この優勝相当成績は日本将棋連盟の公式の一般棋戦優勝回数には含まれていない。

### 将棋大賞
- 第1回（1973年度） 最優秀棋士賞・最多勝利賞
- 第2回（1974年度） 特別賞・最多勝利賞・最多対局賞
- 第3回（1975年度） 特別賞・最多勝利賞・最多対局賞
- 第4回（1976年度） 連勝賞
- 第7回（1979年度） 最優秀棋士賞・最多勝利賞・最多対局賞（いずれも最年長記録、56歳）
- 第13回（1985年度） 特別賞
- 第19回（1991年度） 特別賞
- 第20回（1992年度） 東京将棋記者会賞

### 主な記録
生涯成績 1433勝781敗 勝率0.647
- 通算勝数：1433勝（歴代2位）
- 通算優勝回数：124回（歴代2位、タイトル戦80・一般棋戦44・非公式戦0）
- 通算公式戦優勝回数：124回(歴代2位、タイトル戦80・一般棋戦44)
- タイトル戦獲得：通算80期（歴代2位）
- 登場タイトル戦連続獲得：連続19期（歴代2位、1963年度名人戦 - 1966年度名人戦 / 第8期棋聖戦での失冠で連続記録途絶）[注釈 19]
- 全タイトル戦連続獲得：連続19期（歴代1位、同上）[注釈 19]
- 全タイトル戦連続登場：連続50回（歴代1位、1957年度名人戦 - 1967年度十段戦 / 第11期棋聖戦の本戦敗退で連続記録途絶）[注釈 20]
- 名人在位：通算18期（歴代1位）
- 名人連続在位：連続13期（歴代1位、第18期 - 第30期）
- 十段位在位（九段戦含む）：通算14期（歴代1位）
- 十段位連続在位（九段戦含む）：連続14期（歴代1位、第9期九段戦 - 第12期九段戦 - 第1期十段戦 - 第6期十段戦）
- 同一タイトル戦連覇：連続13期（歴代2位、名人戦 / 第18期 - 第30期）
- 同一タイトル戦連続登場：連続21期（歴代2位=2度、名人戦 / 第11期 - 第31期、王将戦 / 第2期 - 第22期）
- タイトル戦最年長奪取：56歳11か月（歴代1位、第29期王将戦）
- タイトル戦最年長防衛：59歳00か月（歴代1位、第31期王将戦）
- タイトル戦最年長失冠：59歳11か月（歴代1位、第32期王将戦）
- タイトル戦最年長挑戦：66歳11か月（歴代1位、第15期棋王戦）
- 名人最年長防衛：48歳03か月（歴代1位、第30期名人戦）
- 名人最年長挑戦：63歳02か月（歴代1位、第44期名人戦）
- 順位戦A級在籍（名人在位含む）：連続44期 / 連続45年（歴代1位、第3期順位戦 - 第30期順位戦 / 第36期順位戦 - 第51期順位戦）
- 最年長A級：69歳04か月（歴代1位、第51期順位戦 A級在籍のまま死去）

### 主な対戦相手との勝敗
| 対戦相手   | 対局 | 勝  | 敗  | タイトル戦    |
| ---------- | ---- | --- | --- | ------------- |
| 土居市太郎 | 002  | 002 | 000 |               |
| 木村義雄   | 027  | 016 | 011 | 獲得01 敗退01 |
| 塚田正夫   | 075  | 045 | 030 | 獲得02 敗退02 |
| 升田幸三   | 167  | 096 | 070 | 獲得15 敗退05 |
| 花村元司   | 052  | 043 | 009 | 獲得02 敗退0  |
| 丸田祐三   | 069  | 045 | 024 | 獲得03 敗退0  |
| 二上達也   | 162  | 116 | 045 | 獲得18 敗退02 |
| 加藤一二三 | 125  | 078 | 047 | 獲得07 敗退01 |
| 有吉道夫   | 069  | 040 | 029 | 獲得04 敗退0  |
| 内藤國雄   | 068  | 050 | 018 | 獲得03 敗退01 |
| 米長邦雄   | 104  | 058 | 046 | 獲得04 敗退02 |
| 中原誠     | 162  | 055 | 107 | 獲得04 敗退16 |
| 谷川浩司   | 022  | 006 | 016 |               |
| 羽生善治   | 009  | 003 | 006 |               |
| 佐藤康光   | 002  | 001 | 001 |               |
| 森内俊之   | 002  | 001 | 001 |               |

※升田と二上の対局数は、タイトル戦での持将棋各1局ずつ含む。
※有吉、米長、谷川、羽生の対局数と敗数は、大山の死去に伴う不戦敗扱いを各1局ずつ含む。

### 在籍クラス
| 開始 年度 | (出典)順位戦出典 | (出典)順位戦出典                       | (出典)順位戦出典                       | (出典)順位戦出典                       | (出典)順位戦出典                       | (出典)順位戦出典                       | (出典)順位戦出典                       | (出典)順位戦出典                       | (出典)竜王戦出典 | (出典)竜王戦出典                         | (出典)竜王戦出典                         | (出典)竜王戦出典                         | (出典)竜王戦出典                         | (出典)竜王戦出典                         | (出典)竜王戦出典                         | (出典)竜王戦出典                         | (出典)竜王戦出典                         | (出典)竜王戦出典                         |
| 開始 年度 | 期               | 名人                                   | A級                                    | B級                                    | B級                                    | C級                                    | C級                                    | 0                                      | 期               | 竜王                                     | 1組                                      | 2組                                      | 3組                                      | 4組                                      | 5組                                      | 6組                                      | 決勝 T                                   |                                          |
| 開始 年度 | 期               | 名人                                   | A級                                    | 1組                                    | 2組                                    | 1組                                    | 2組                                    | 0                                      | 期               | 竜王                                     | 1組                                      | 2組                                      | 3組                                      | 4組                                      | 5組                                      | 6組                                      | 決勝 T                                   |                                          |
| --- | ---------------- | -------------------------------------- | -------------------------------------- | -------------------------------------- | -------------------------------------- | -------------------------------------- | -------------------------------------- | -------------------------------------- | ---------------- | ---------------------------------------- | ---------------------------------------- | ---------------------------------------- | ---------------------------------------- | ---------------------------------------- | ---------------------------------------- | ---------------------------------------- | ---------------------------------------- | ---------------------------------------- |
| 1946 | 1                |                                        |                                        | B102                                   |                                        |                                        |                                        | 11-3                                   |                  |                                          |                                          |                                          |                                          |                                          |                                          |                                          |                                          |                                          |
| 1947 | 2                |                                        |                                        | B102                                   |                                        |                                        |                                        | 11-1                                   |                  | 第1回全日本選手権戦 トーナメント敗退}    | 第1回全日本選手権戦 トーナメント敗退}    | 第1回全日本選手権戦 トーナメント敗退}    | 第1回全日本選手権戦 トーナメント敗退}    | 第1回全日本選手権戦 トーナメント敗退}    | 第1回全日本選手権戦 トーナメント敗退}    | 第1回全日本選手権戦 トーナメント敗退}    | 第1回全日本選手権戦 トーナメント敗退}    | 第1回全日本選手権戦 トーナメント敗退}    |
| 1948 | 3                |                                        | A 03                                   |                                        |                                        |                                        |                                        | 6-2                                    |                  | 第2回全日本選手権戦 トーナメント敗退     | 第2回全日本選手権戦 トーナメント敗退     | 第2回全日本選手権戦 トーナメント敗退     | 第2回全日本選手権戦 トーナメント敗退     | 第2回全日本選手権戦 トーナメント敗退     | 第2回全日本選手権戦 トーナメント敗退     | 第2回全日本選手権戦 トーナメント敗退     | 第2回全日本選手権戦 トーナメント敗退     | 第2回全日本選手権戦 トーナメント敗退     |
| 1949 | 4                |                                        | A02                                    |                                        |                                        |                                        |                                        | 6-2                                    |                  | 第1期九段戦 九段獲得、全日本選手権者獲得 | 第1期九段戦 九段獲得、全日本選手権者獲得 | 第1期九段戦 九段獲得、全日本選手権者獲得 | 第1期九段戦 九段獲得、全日本選手権者獲得 | 第1期九段戦 九段獲得、全日本選手権者獲得 | 第1期九段戦 九段獲得、全日本選手権者獲得 | 第1期九段戦 九段獲得、全日本選手権者獲得 | 第1期九段戦 九段獲得、全日本選手権者獲得 | 第1期九段戦 九段獲得、全日本選手権者獲得 |
| 1950 | 5                |                                        | A 01                                   |                                        |                                        |                                        |                                        | 8-2                                    |                  | 第2期九段戦 九段獲得、全日本選手権者獲得 | 第2期九段戦 九段獲得、全日本選手権者獲得 | 第2期九段戦 九段獲得、全日本選手権者獲得 | 第2期九段戦 九段獲得、全日本選手権者獲得 | 第2期九段戦 九段獲得、全日本選手権者獲得 | 第2期九段戦 九段獲得、全日本選手権者獲得 | 第2期九段戦 九段獲得、全日本選手権者獲得 | 第2期九段戦 九段獲得、全日本選手権者獲得 | 第2期九段戦 九段獲得、全日本選手権者獲得 |
| 1951 | 6                |                                        | A02                                    |                                        |                                        |                                        |                                        | 8-3                                    |                  | 第3期九段戦 九段失冠                     | 第3期九段戦 九段失冠                     | 第3期九段戦 九段失冠                     | 第3期九段戦 九段失冠                     | 第3期九段戦 九段失冠                     | 第3期九段戦 九段失冠                     | 第3期九段戦 九段失冠                     | 第3期九段戦 九段失冠                     | 第3期九段戦 九段失冠                     |
| 1952 | 7                | 名人                                   |                                        |                                        |                                        |                                        |                                        | --                                     |                  | 第4期九段戦 全日本選手権者獲得           | 第4期九段戦 全日本選手権者獲得           | 第4期九段戦 全日本選手権者獲得           | 第4期九段戦 全日本選手権者獲得           | 第4期九段戦 全日本選手権者獲得           | 第4期九段戦 全日本選手権者獲得           | 第4期九段戦 全日本選手権者獲得           | 第4期九段戦 全日本選手権者獲得           | 第4期九段戦 全日本選手権者獲得           |
| 1953 | 8                | 名人                                   |                                        |                                        |                                        |                                        |                                        | --                                     |                  | 第5期九段戦 五番勝負敗退                 | 第5期九段戦 五番勝負敗退                 | 第5期九段戦 五番勝負敗退                 | 第5期九段戦 五番勝負敗退                 | 第5期九段戦 五番勝負敗退                 | 第5期九段戦 五番勝負敗退                 | 第5期九段戦 五番勝負敗退                 | 第5期九段戦 五番勝負敗退                 | 第5期九段戦 五番勝負敗退                 |
| 1954 | 9                | 名人                                   |                                        |                                        |                                        |                                        |                                        | --                                     |                  | 第6期九段戦 全日本選手権者獲得           | 第6期九段戦 全日本選手権者獲得           | 第6期九段戦 全日本選手権者獲得           | 第6期九段戦 全日本選手権者獲得           | 第6期九段戦 全日本選手権者獲得           | 第6期九段戦 全日本選手権者獲得           | 第6期九段戦 全日本選手権者獲得           | 第6期九段戦 全日本選手権者獲得           | 第6期九段戦 全日本選手権者獲得           |
| 1955 | 10               | 名人                                   |                                        |                                        |                                        |                                        |                                        | --                                     |                  | 第7期九段戦 本戦敗退                     | 第7期九段戦 本戦敗退                     | 第7期九段戦 本戦敗退                     | 第7期九段戦 本戦敗退                     | 第7期九段戦 本戦敗退                     | 第7期九段戦 本戦敗退                     | 第7期九段戦 本戦敗退                     | 第7期九段戦 本戦敗退                     | 第7期九段戦 本戦敗退                     |
| 1956 | 11               | 名人                                   |                                        |                                        |                                        |                                        |                                        | --                                     |                  | 第8期九段戦 七番勝負敗退                 | 第8期九段戦 七番勝負敗退                 | 第8期九段戦 七番勝負敗退                 | 第8期九段戦 七番勝負敗退                 | 第8期九段戦 七番勝負敗退                 | 第8期九段戦 七番勝負敗退                 | 第8期九段戦 七番勝負敗退                 | 第8期九段戦 七番勝負敗退                 | 第8期九段戦 七番勝負敗退                 |
| 1957 | 12               |                                        | A01                                    |                                        |                                        |                                        |                                        | 8-3                                    |                  | 第9期九段戦 九段獲得                     | 第9期九段戦 九段獲得                     | 第9期九段戦 九段獲得                     | 第9期九段戦 九段獲得                     | 第9期九段戦 九段獲得                     | 第9期九段戦 九段獲得                     | 第9期九段戦 九段獲得                     | 第9期九段戦 九段獲得                     | 第9期九段戦 九段獲得                     |
| 1958 | 13               |                                        | A01                                    |                                        |                                        |                                        |                                        | 9-2                                    |                  | 第10期九段戦 九段獲得                    | 第10期九段戦 九段獲得                    | 第10期九段戦 九段獲得                    | 第10期九段戦 九段獲得                    | 第10期九段戦 九段獲得                    | 第10期九段戦 九段獲得                    | 第10期九段戦 九段獲得                    | 第10期九段戦 九段獲得                    | 第10期九段戦 九段獲得                    |
| 1959 | 14               | 名人                                   |                                        |                                        |                                        |                                        |                                        | --                                     |                  | 第11期九段戦 九段獲得                    | 第11期九段戦 九段獲得                    | 第11期九段戦 九段獲得                    | 第11期九段戦 九段獲得                    | 第11期九段戦 九段獲得                    | 第11期九段戦 九段獲得                    | 第11期九段戦 九段獲得                    | 第11期九段戦 九段獲得                    | 第11期九段戦 九段獲得                    |
| 1960 | 15               | 名人                                   |                                        |                                        |                                        |                                        |                                        | --                                     |                  | 第12期九段戦 九段獲得                    | 第12期九段戦 九段獲得                    | 第12期九段戦 九段獲得                    | 第12期九段戦 九段獲得                    | 第12期九段戦 九段獲得                    | 第12期九段戦 九段獲得                    | 第12期九段戦 九段獲得                    | 第12期九段戦 九段獲得                    | 第12期九段戦 九段獲得                    |
| 1961 | 16               | 名人                                   |                                        |                                        |                                        |                                        |                                        | --                                     |                  | 第1期十段戦 九段獲得                     | 第1期十段戦 九段獲得                     | 第1期十段戦 九段獲得                     | 第1期十段戦 九段獲得                     | 第1期十段戦 九段獲得                     | 第1期十段戦 九段獲得                     | 第1期十段戦 九段獲得                     | 第1期十段戦 九段獲得                     | 第1期十段戦 九段獲得                     |
| 1962 | 17               | 名人                                   |                                        |                                        |                                        |                                        |                                        | --                                     |                  | 第2期十段戦 十段獲得                     | 第2期十段戦 十段獲得                     | 第2期十段戦 十段獲得                     | 第2期十段戦 十段獲得                     | 第2期十段戦 十段獲得                     | 第2期十段戦 十段獲得                     | 第2期十段戦 十段獲得                     | 第2期十段戦 十段獲得                     | 第2期十段戦 十段獲得                     |
| 1963 | 18               | 名人                                   |                                        |                                        |                                        |                                        |                                        | --                                     |                  | 第3期十段戦 十段獲得                     | 第3期十段戦 十段獲得                     | 第3期十段戦 十段獲得                     | 第3期十段戦 十段獲得                     | 第3期十段戦 十段獲得                     | 第3期十段戦 十段獲得                     | 第3期十段戦 十段獲得                     | 第3期十段戦 十段獲得                     | 第3期十段戦 十段獲得                     |
| 1964 | 19               | 名人                                   |                                        |                                        |                                        |                                        |                                        | --                                     |                  | 第4期十段戦 十段獲得                     | 第4期十段戦 十段獲得                     | 第4期十段戦 十段獲得                     | 第4期十段戦 十段獲得                     | 第4期十段戦 十段獲得                     | 第4期十段戦 十段獲得                     | 第4期十段戦 十段獲得                     | 第4期十段戦 十段獲得                     | 第4期十段戦 十段獲得                     |
| 1965 | 20               | 名人                                   |                                        |                                        |                                        |                                        |                                        | --                                     |                  | 第5期十段戦 十段獲得                     | 第5期十段戦 十段獲得                     | 第5期十段戦 十段獲得                     | 第5期十段戦 十段獲得                     | 第5期十段戦 十段獲得                     | 第5期十段戦 十段獲得                     | 第5期十段戦 十段獲得                     | 第5期十段戦 十段獲得                     | 第5期十段戦 十段獲得                     |
| 1966 | 21               | 名人                                   |                                        |                                        |                                        |                                        |                                        | --                                     |                  | 第6期十段戦 十段獲得                     | 第6期十段戦 十段獲得                     | 第6期十段戦 十段獲得                     | 第6期十段戦 十段獲得                     | 第6期十段戦 十段獲得                     | 第6期十段戦 十段獲得                     | 第6期十段戦 十段獲得                     | 第6期十段戦 十段獲得                     | 第6期十段戦 十段獲得                     |
| 1967 | 22               | 名人                                   |                                        |                                        |                                        |                                        |                                        | --                                     |                  | 第7期十段戦 十段失冠                     | 第7期十段戦 十段失冠                     | 第7期十段戦 十段失冠                     | 第7期十段戦 十段失冠                     | 第7期十段戦 十段失冠                     | 第7期十段戦 十段失冠                     | 第7期十段戦 十段失冠                     | 第7期十段戦 十段失冠                     | 第7期十段戦 十段失冠                     |
| 1968 | 23               | 名人                                   |                                        |                                        |                                        |                                        |                                        | --                                     |                  | 第8期十段戦 十段獲得                     | 第8期十段戦 十段獲得                     | 第8期十段戦 十段獲得                     | 第8期十段戦 十段獲得                     | 第8期十段戦 十段獲得                     | 第8期十段戦 十段獲得                     | 第8期十段戦 十段獲得                     | 第8期十段戦 十段獲得                     | 第8期十段戦 十段獲得                     |
| 1969 | 24               | 名人                                   |                                        |                                        |                                        |                                        |                                        | --                                     |                  | 第9期十段戦 十段失冠                     | 第9期十段戦 十段失冠                     | 第9期十段戦 十段失冠                     | 第9期十段戦 十段失冠                     | 第9期十段戦 十段失冠                     | 第9期十段戦 十段失冠                     | 第9期十段戦 十段失冠                     | 第9期十段戦 十段失冠                     | 第9期十段戦 十段失冠                     |
| 1970 | 25               | 名人                                   |                                        |                                        |                                        |                                        |                                        | --                                     |                  | 第10期十段戦 七番勝負敗退                | 第10期十段戦 七番勝負敗退                | 第10期十段戦 七番勝負敗退                | 第10期十段戦 七番勝負敗退                | 第10期十段戦 七番勝負敗退                | 第10期十段戦 七番勝負敗退                | 第10期十段戦 七番勝負敗退                | 第10期十段戦 七番勝負敗退                | 第10期十段戦 七番勝負敗退                |
| 1971 | 26               | 名人                                   |                                        |                                        |                                        |                                        |                                        | --                                     |                  | 第11期十段戦 七番勝負敗退                | 第11期十段戦 七番勝負敗退                | 第11期十段戦 七番勝負敗退                | 第11期十段戦 七番勝負敗退                | 第11期十段戦 七番勝負敗退                | 第11期十段戦 七番勝負敗退                | 第11期十段戦 七番勝負敗退                | 第11期十段戦 七番勝負敗退                | 第11期十段戦 七番勝負敗退                |
| 1972 | 27               |                                        | A 01                                   |                                        |                                        |                                        |                                        | 6-4                                    |                  | 第12期十段戦 十段獲得                    | 第12期十段戦 十段獲得                    | 第12期十段戦 十段獲得                    | 第12期十段戦 十段獲得                    | 第12期十段戦 十段獲得                    | 第12期十段戦 十段獲得                    | 第12期十段戦 十段獲得                    | 第12期十段戦 十段獲得                    | 第12期十段戦 十段獲得                    |
| 1973 | 28               |                                        | A02                                    |                                        |                                        |                                        |                                        | 8-2                                    |                  | 第13期十段戦 十段失冠                    | 第13期十段戦 十段失冠                    | 第13期十段戦 十段失冠                    | 第13期十段戦 十段失冠                    | 第13期十段戦 十段失冠                    | 第13期十段戦 十段失冠                    | 第13期十段戦 十段失冠                    | 第13期十段戦 十段失冠                    | 第13期十段戦 十段失冠                    |
| 1974 | 29               |                                        | A 01                                   |                                        |                                        |                                        |                                        | 7-3                                    |                  | 第14期十段戦 七番勝負敗退                | 第14期十段戦 七番勝負敗退                | 第14期十段戦 七番勝負敗退                | 第14期十段戦 七番勝負敗退                | 第14期十段戦 七番勝負敗退                | 第14期十段戦 七番勝負敗退                | 第14期十段戦 七番勝負敗退                | 第14期十段戦 七番勝負敗退                | 第14期十段戦 七番勝負敗退                |
| 1975 | 30               |                                        | A 02                                   |                                        |                                        |                                        |                                        | 6-3                                    |                  | 第15期十段戦 リーグ残留                  | 第15期十段戦 リーグ残留                  | 第15期十段戦 リーグ残留                  | 第15期十段戦 リーグ残留                  | 第15期十段戦 リーグ残留                  | 第15期十段戦 リーグ残留                  | 第15期十段戦 リーグ残留                  | 第15期十段戦 リーグ残留                  | 第15期十段戦 リーグ残留                  |
| 1976 |                  | 第30期の翌期は第36期/31-35期は回次省略 | 第30期の翌期は第36期/31-35期は回次省略 | 第30期の翌期は第36期/31-35期は回次省略 | 第30期の翌期は第36期/31-35期は回次省略 | 第30期の翌期は第36期/31-35期は回次省略 | 第30期の翌期は第36期/31-35期は回次省略 | 第30期の翌期は第36期/31-35期は回次省略 |                  | 第16期十段戦 リーグ陥落                  | 第16期十段戦 リーグ陥落                  | 第16期十段戦 リーグ陥落                  | 第16期十段戦 リーグ陥落                  | 第16期十段戦 リーグ陥落                  | 第16期十段戦 リーグ陥落                  | 第16期十段戦 リーグ陥落                  | 第16期十段戦 リーグ陥落                  | 第16期十段戦 リーグ陥落                  |
| 1977 | 36               |                                        | A 02                                   |                                        |                                        |                                        |                                        | 4-4                                    |                  | 第17期十段戦 リーグ残留                  | 第17期十段戦 リーグ残留                  | 第17期十段戦 リーグ残留                  | 第17期十段戦 リーグ残留                  | 第17期十段戦 リーグ残留                  | 第17期十段戦 リーグ残留                  | 第17期十段戦 リーグ残留                  | 第17期十段戦 リーグ残留                  | 第17期十段戦 リーグ残留                  |
| 1978 | 37               |                                        | A 04                                   |                                        |                                        |                                        |                                        | 7-4                                    |                  | 第18期十段戦 リーグ陥落                  | 第18期十段戦 リーグ陥落                  | 第18期十段戦 リーグ陥落                  | 第18期十段戦 リーグ陥落                  | 第18期十段戦 リーグ陥落                  | 第18期十段戦 リーグ陥落                  | 第18期十段戦 リーグ陥落                  | 第18期十段戦 リーグ陥落                  | 第18期十段戦 リーグ陥落                  |
| 1979 | 38               |                                        | A 03                                   |                                        |                                        |                                        |                                        | 6-3                                    |                  | 第19期十段戦 予選敗退                    | 第19期十段戦 予選敗退                    | 第19期十段戦 予選敗退                    | 第19期十段戦 予選敗退                    | 第19期十段戦 予選敗退                    | 第19期十段戦 予選敗退                    | 第19期十段戦 予選敗退                    | 第19期十段戦 予選敗退                    | 第19期十段戦 予選敗退                    |
| 1980 | 39               |                                        | A 02                                   |                                        |                                        |                                        |                                        | 5-4                                    |                  | 第20期十段戦 予選敗退                    | 第20期十段戦 予選敗退                    | 第20期十段戦 予選敗退                    | 第20期十段戦 予選敗退                    | 第20期十段戦 予選敗退                    | 第20期十段戦 予選敗退                    | 第20期十段戦 予選敗退                    | 第20期十段戦 予選敗退                    | 第20期十段戦 予選敗退                    |
| 1981 | 40               |                                        | A 04                                   |                                        |                                        |                                        |                                        | 5-4                                    |                  | 第21期十段戦 リーグ残留                  | 第21期十段戦 リーグ残留                  | 第21期十段戦 リーグ残留                  | 第21期十段戦 リーグ残留                  | 第21期十段戦 リーグ残留                  | 第21期十段戦 リーグ残留                  | 第21期十段戦 リーグ残留                  | 第21期十段戦 リーグ残留                  | 第21期十段戦 リーグ残留                  |
| 1982 | 41               |                                        | A 05                                   |                                        |                                        |                                        |                                        | 4-5                                    |                  | 第22期十段戦 リーグ陥落                  | 第22期十段戦 リーグ陥落                  | 第22期十段戦 リーグ陥落                  | 第22期十段戦 リーグ陥落                  | 第22期十段戦 リーグ陥落                  | 第22期十段戦 リーグ陥落                  | 第22期十段戦 リーグ陥落                  | 第22期十段戦 リーグ陥落                  | 第22期十段戦 リーグ陥落                  |
| 1983 | 42               |                                        | A 05                                   |                                        |                                        |                                        |                                        | 6-3                                    |                  | 第23期十段戦 予選敗退                    | 第23期十段戦 予選敗退                    | 第23期十段戦 予選敗退                    | 第23期十段戦 予選敗退                    | 第23期十段戦 予選敗退                    | 第23期十段戦 予選敗退                    | 第23期十段戦 予選敗退                    | 第23期十段戦 予選敗退                    | 第23期十段戦 予選敗退                    |
| 1984 | 43               |                                        | A 03                                   |                                        |                                        |                                        |                                        | 休場                                   |                  | 第24期十段戦 予選敗退                    | 第24期十段戦 予選敗退                    | 第24期十段戦 予選敗退                    | 第24期十段戦 予選敗退                    | 第24期十段戦 予選敗退                    | 第24期十段戦 予選敗退                    | 第24期十段戦 予選敗退                    | 第24期十段戦 予選敗退                    | 第24期十段戦 予選敗退                    |
| 1985 | 44               |                                        | A11                                    |                                        |                                        |                                        |                                        | 8-4                                    |                  | 第25期十段戦 予選敗退                    | 第25期十段戦 予選敗退                    | 第25期十段戦 予選敗退                    | 第25期十段戦 予選敗退                    | 第25期十段戦 予選敗退                    | 第25期十段戦 予選敗退                    | 第25期十段戦 予選敗退                    | 第25期十段戦 予選敗退                    | 第25期十段戦 予選敗退                    |
| 1986 | 45               |                                        | A 01                                   |                                        |                                        |                                        |                                        | 5-4                                    |                  | 第26期十段戦 予選敗退                    | 第26期十段戦 予選敗退                    | 第26期十段戦 予選敗退                    | 第26期十段戦 予選敗退                    | 第26期十段戦 予選敗退                    | 第26期十段戦 予選敗退                    | 第26期十段戦 予選敗退                    | 第26期十段戦 予選敗退                    | 第26期十段戦 予選敗退                    |
| 1987 | 46               |                                        | A 04                                   |                                        |                                        |                                        |                                        | 3-6                                    | 1                |                                          | 1組                                      |                                          |                                          |                                          |                                          |                                          | 0-1                                      | シード                                   |
| 1988 | 47               |                                        | A 08                                   |                                        |                                        |                                        |                                        | 6-3                                    | 2                |                                          | 1組                                      |                                          |                                          |                                          |                                          |                                          | 1-1                                      | 4-1                                      |
| 1989 | 48               |                                        | A 04                                   |                                        |                                        |                                        |                                        | 4-5                                    | 3                |                                          | 1組                                      |                                          |                                          |                                          |                                          |                                          | --                                       | 0-2                                      |
| 1990 | 49               |                                        | A 05                                   |                                        |                                        |                                        |                                        | 4-5                                    | 4                |                                          |                                          | 2組                                      |                                          |                                          |                                          |                                          | --                                       | 4-1                                      |
| 1991 | 50               |                                        | A 07                                   |                                        |                                        |                                        |                                        | 6-4                                    | 5                |                                          | 1組                                      |                                          |                                          |                                          |                                          |                                          | --                                       | 1-2                                      |
| 1992 | 51               |                                        | A 04                                   |                                        |                                        |                                        |                                        | 0-1                                    |                  | 1992年7月26日死去                        | 1992年7月26日死去                        | 1992年7月26日死去                        | 1992年7月26日死去                        | 1992年7月26日死去                        | 1992年7月26日死去                        | 1992年7月26日死去                        | 1992年7月26日死去                        | 1992年7月26日死去                        |
| 順位戦、竜王戦の 枠表記 は挑戦者。右欄の数字は勝-敗(番勝負/PO含まず)。 順位戦の右数字はクラス内順位 ( x当期降級点 / *累積降級点 / +降級点消去 ) 順位戦の「F編」はフリークラス編入 /「F宣」は宣言によるフリークラス転出。 竜王戦の 太字 はランキング戦優勝、竜王戦の 組(添字) は棋士以外の枠での出場。 |                  |                                        |                                        |                                        |                                        |                                        |                                        |                                        |                  |                                          |                                          |                                          |                                          |                                          |                                          |                                          |                                          |                                          |

### 年度別成績
| 年度                   | 年度     | 段位 / 順位戦クラス | 段位 / 順位戦クラス | 対局数 | 勝数 | 負数 | 勝率  |
| ---------------------- | -------- | ------------------- | ------------------- | ------ | ---- | ---- | ----- |
| 昭和15                 | 1940     | 四段                | -                   | 19     | 17   | 2    | 0.895 |
| 16                     | 1941     | 五段                | -                   | 22     | 18   | 4    | 0.818 |
| 17                     | 1942     | 五段                | -                   | 17     | 15   | 2    | 0.882 |
| 18                     | 1943     | 六段                | -                   | 31     | 22   | 9    | 0.710 |
| 19                     | 1944     | 六段                | -                   | 16     | 12   | 4    | 0.750 |
| 20                     | 1945     | 六段                | -                   | -      | -    | -    | -     |
| 21                     | 1946     | 六段                | B                   | 14     | 11   | 3    | 0.786 |
| 22                     | 1947     | 七段                | B                   | 29     | 24   | 5    | 0.828 |
| 23                     | 1948     | 八段                | A                   | 31     | 20   | 11   | 0.645 |
| 24                     | 1949     | 八段                | A                   | 24     | 16   | 8    | 0.667 |
| 25                     | 1950     | 八段                | A                   | 38     | 28   | 10   | 0.737 |
| 26                     | 1951     | 八段                | A                   | 34     | 19   | 15   | 0.559 |
| 27                     | 1952     | 名人                | 名人                | 42     | 28   | 14   | 0.667 |
| 28                     | 1953     | 名人                | 名人                | 29     | 23   | 6    | 0.793 |
| 29                     | 1954     | 名人                | 名人                | 38     | 25   | 13   | 0.658 |
| 30                     | 1955     | 名人                | 名人                | 37     | 25   | 12   | 0.676 |
| 31                     | 1956     | 名人                | 名人                | 45     | 30   | 15   | 0.667 |
| 32                     | 1957     | 前名人              | A                   | 57     | 34   | 23   | 0.596 |
| 33                     | 1958     | 九段                | A                   | 58     | 41   | 17   | 0.707 |
| 34                     | 1959     | 名人                | 名人                | 36     | 26   | 10   | 0.722 |
| 35                     | 1960     | 名人                | 名人                | 42     | 32   | 10   | 0.762 |
| 36                     | 1961     | 名人                | 名人                | 34     | 27   | 7    | 0.794 |
| 37                     | 1962     | 名人                | 名人                | 45     | 29   | 16   | 0.644 |
| 38                     | 1963     | 名人                | 名人                | 42     | 31   | 11   | 0.738 |
| 39                     | 1964     | 名人                | 名人                | 43     | 33   | 10   | 0.767 |
| 40                     | 1965     | 名人                | 名人                | 41     | 27   | 14   | 0.659 |
| 41                     | 1966     | 名人                | 名人                | 43     | 33   | 10   | 0.767 |
| 42                     | 1967     | 名人                | 名人                | 34     | 23   | 11   | 0.676 |
| 43                     | 1968     | 名人                | 名人                | 40     | 29   | 11   | 0.725 |
| 44                     | 1969     | 名人                | 名人                | 44     | 28   | 16   | 0.636 |
| 45                     | 1970     | 名人                | 名人                | 44     | 29   | 15   | 0.659 |
| 46                     | 1971     | 名人                | 名人                | 56     | 33   | 23   | 0.589 |
| 47                     | 1972     | 九段                | A                   | 63     | 38   | 25   | 0.603 |
| 48                     | 1973     | 九段                | A                   | 57     | 39   | 18   | 0.684 |
| 49                     | 1974     | 九段                | A                   | 75     | 48   | 27   | 0.640 |
| 50                     | 1975     | 九段                | A                   | 73     | 48   | 25   | 0.658 |
| 51                     | 1976     | 十五世名人          | A                   | 60     | 37   | 23   | 0.617 |
| 52                     | 1977     | 十五世名人          | A                   | 57     | 27   | 30   | 0.474 |
| 53                     | 1978     | 十五世名人          | A                   | 60     | 39   | 21   | 0.650 |
| 54                     | 1979     | 十五世名人          | A                   | 74     | 53   | 21   | 0.716 |
| 55                     | 1980     | 十五世名人          | A                   | 58     | 41   | 17   | 0.707 |
| 56                     | 1981     | 十五世名人          | A                   | 57     | 35   | 22   | 0.614 |
| 57                     | 1982     | 十五世名人          | A                   | 67     | 37   | 30   | 0.552 |
| 58                     | 1983     | 十五世名人          | A                   | 66     | 37   | 29   | 0.561 |
| 59                     | 1984     | 十五世名人          | A                   | 24     | 11   | 13   | 0.458 |
| 60                     | 1985     | 十五世名人          | A                   | 51     | 32   | 19   | 0.627 |
| 61                     | 1986     | 十五世名人          | A                   | 43     | 22   | 21   | 0.512 |
| 62                     | 1987     | 十五世名人          | A                   | 51     | 27   | 24   | 0.529 |
| 63                     | 1988     | 十五世名人          | A                   | 34     | 16   | 18   | 0.471 |
| 平成元                 | 1989     | 十五世名人          | A                   | 46     | 24   | 22   | 0.522 |
| 2                      | 1990     | 十五世名人          | A                   | 31     | 14   | 17   | 0.452 |
| 3                      | 1991     | 十五世名人          | A                   | 37     | 19   | 18   | 0.514 |
| 4                      | 1992     | 十五世名人          | A                   | 5      | 1    | 4    | 0.200 |
| 通算成績               | 通算成績 | -                   | -                   | 2214   | 1433 | 781  | 0.647 |
| 1992年7月26日 現役死去 |          |                     |                     |        |      |      |       |

## 戦績詳細
| 氏名はタイトル戦の対戦相手。色なしは番勝負の敗退。空欄は棋戦敗退。 赤いマス目 はタイトル獲得（奪取または防衛）。 0永世 は永世称号獲得 o : 勝ち / x : 負け / j : 持将棋 / s : 千日手（すべて後日指し直し） 指： 当時の王将戦の規定による指し込み（指し込み以降の勝敗は記載しない） － は開始前あるいは出場資格のないタイトル戦 |

|           | 名人戦                         | 棋聖戦                     | 王位戦                             | 王座戦                           | 九段戦 十段戦                                                                  | 王将戦                                      | 棋王戦                     | 一般棋戦 優勝                  |                                                                 | 備考                                                            |
| 年度      | 名人 4-7月                     |                            | 王位 7-9月                         |                                  | 九段 11-12月                                                                   | 王将 12-3月                                 |                            | 一般棋戦 優勝                  |                                                                 | 備考                                                            |
| 1947      |                                | －                         | －                                 | －                               | －                                                                             | －                                          | －                         |                                | －                                                              | B級優勝、 高野山の決戦で勝利                                    |
| 1948      | 〈第7期〉 塚田正夫 oxxosxx     | －                         | －                                 | －                               | －                                                                             | －                                          | －                         |                                | －                                                              | 八段昇段 （1948年4月1日付）                                     |
| 1949      |                                | －                         | －                                 | －                               | －                                                                             | －                                          | －                         |                                | －                                                              |                                                                 |
| 1950      | 木村義雄 xxooxx                | －                         | －                                 | －                               | 〈第1期〉 板谷四郎 oo (5-7月)                                                  | －                                          | －                         | 全日本                         | －                                                              |                                                                 |
| 1951      |                                | －                         | －                                 | －                               | 南口繁一 ooo （6-7月）                                                         | 〈第1期〉                                   | －                         | 全日本                         | －                                                              |                                                                 |
| 1952      | 木村義雄 xoooo                 | －                         | －                                 | －                               | 塚田正夫 xoxsox (10-12月)                                                      | 丸田祐三 oxxoxoo                            | －                         | 全八段 名人A級（後）           | －                                                              |                                                                 |
| 1953      | 升田幸三 ooxoo                 | －                         | －                                 | －                               | －                                                                             | 升田幸三 ooxsoxo                            | －                         | 全日本 王座 産経               | －                                                              |                                                                 |
| 1954      | 升田幸三 soooxo                | －                         | －                                 | －                               | －                                                                             | 松田茂役 osxsooo指                          | －                         | 王位 王座 名人A級（後） NHK    | －                                                              |                                                                 |
| 1955      | 高島一岐代 oxooxo              | －                         | －                                 | －                               | － （2-3月）                                                                   | 升田幸三 xxx指                              | －                         | 全日本 王位 王座 NHK           | －                                                              | "名人に香車を引いて" を喫する                                   |
| 1956      | 花村元司 oooo 永世             | －                         | －                                 | －                               | (2-4月)                                                                        | 升田幸三 xxooxsx                            | －                         | 王位 名人A級（前）             | －                                                              | 十五世名人の資格を得る                                          |
| 1957      | 升田幸三 xoxxox                | －                         | －                                 | －                               | 升田幸三 xxooxx                                                                | 升田幸三 xxooxoo                            | －                         | 王位                           | －                                                              | 升田の三冠独占を許す                                            |
| 1958      | 升田幸三 xxxjoox               | －                         | －                                 | －                               | 升田幸三 xxoooo                                                                | 高島一岐代 ooo指                            | －                         | 名人A級（前）                  | －                                                              | 九段昇段 （1958年4月19日付）                                    |
| 1959      | 升田幸三 sxoooo                | －                         | －                                 | －                               | 二上達也 xxoooxo                                                               | 二上達也 oxosoxo                            | －                         | 王座                           | －                                                              | 三冠独占（史上2人目）                                           |
| 1960      | 加藤一二三 xoooso              | －                         | 〈第1期〉 塚田正夫 osooxo          | －                               | 松田茂役 oooo                                                                  | 二上達也 xxoooo                             | －                         | 高松宮                         | －                                                              | 四冠独占（史上初） = 王位戦                                     |
| 1961      | 丸田祐三 oooxo                 | －                         | 丸田祐三 ooxoo                     | －                               | 二上達也 xxoooo                                                                | 加藤一二三 ooo指                            | －                         | 高松宮 NHK                     | －                                                              |                                                                 |
| 年度      | 名人 4-6月                     | 棋聖 6-7月 12-2月          | 王位 7-10月                        |                                  | 十段 10-1月                                                                    | 王将 1-3月                                  |                            | 一般棋戦 優勝                  | 将棋大賞                                                        | 備考                                                            |
| 1962      | 〈第21期〉 二上達也 oooo       | －                         | 〈第3期〉 花村元司 oooo            | －                               | 〈第1期〉 升田幸三 oxooxxo                                                     | 〈第12期〉 二上達也 oxxxox                  | －                         |                                | －                                                              | 五冠独占（史上初） タイトル17連続獲得 = 棋聖戦                  |
| 1962      | 〈第21期〉 二上達也 oooo       | 〈第1期〉 塚田正夫 oxoo    | 〈第3期〉 花村元司 oooo            | －                               | 〈第1期〉 升田幸三 oxooxxo                                                     | 〈第12期〉 二上達也 oxxxox                  | －                         |                                | －                                                              | 五冠独占（史上初） タイトル17連続獲得 = 棋聖戦                  |
| 1963      | 升田幸三 oooxo                 | 二上達也 ooo               | 加藤一二三 xoxooo                  | －                               | 升田幸三 oxooxxo                                                               | 二上達也 ooo指                              | －                         |                                | －                                                              |                                                                 |
| 1963      | 升田幸三 oooxo                 | 升田幸三 ooxo              | 加藤一二三 xoxooo                  | －                               | 升田幸三 oxooxxo                                                               | 二上達也 ooo指                              | －                         |                                | －                                                              |                                                                 |
| 1964      | 二上達也 xooxoo                | 関根茂 xoxoo               | 二上達也 ooxxoo 永世               | －                               | 升田幸三 oxooxo                                                                | 加藤博二 ooxoo指                            | －                         | 王座 NHK                       | －                                                              |                                                                 |
| 1964      | 二上達也 xooxoo                | 本間爽悦 ooo 永世          | 二上達也 ooxxoo 永世               | －                               | 升田幸三 oxooxo                                                                | 加藤博二 ooxoo指                            | －                         | 王座 NHK                       | －                                                              |                                                                 |
| 1965      | 山田道美 oooxo                 | 升田幸三 xoxoo             | 佐藤大五郎 oooo                    | －                               | 二上達也 oxooxxo 永世                                                          | 山田道美 xoxxooo 永世                       | －                         |                                | －                                                              | 3年連続で五冠独占                                               |
| 1965      | 山田道美 oooxo                 | 二上達也 oxxoo             | 佐藤大五郎 oooo                    | －                               | 二上達也 oxooxxo 永世                                                          | 山田道美 xoxxooo 永世                       | －                         |                                | －                                                              | 3年連続で五冠独占                                               |
| 1966      | 升田幸三 xxoooo                | 二上達也 xoxx              | 有吉道夫 oooxo                     | －                               | 二上達也 xoooo                                                                 | 加藤一二三 ooxoo                            | －                         | 王座                           | －                                                              | タイトル19連続獲得 = 名人戦                                     |
| 1966      | 升田幸三 xxoooo                | 二上達也 ooo               | 有吉道夫 oooxo                     | －                               | 二上達也 xoooo                                                                 | 加藤一二三 ooxoo                            | －                         | 王座                           | －                                                              | タイトル19連続獲得 = 名人戦                                     |
| 1967      | 二上達也 oooxo                 | 山田道美 sxxox             | 大内延介 xoooo                     | －                               | 二上達也 oxjooo                                                                | 加藤一二三 ooxoxo                           | －                         |                                | －                                                              | タイトル戦50連続登場 = 十段戦                                   |
| 1967      | 二上達也 oooxo                 |                            | 大内延介 xoooo                     | －                               | 二上達也 oxjooo                                                                | 加藤一二三 ooxoxo                           | －                         |                                | －                                                              | タイトル戦50連続登場 = 十段戦                                   |
| 1968      | 升田幸三 oooo                  |                            | 有吉道夫 ooxoxo                    | －                               | 加藤一二三 ooxxoxx                                                             | 内藤國雄 oooo                               | －                         | 王座                           | －                                                              |                                                                 |
| 1968      | 升田幸三 oooo                  | 中原誠 xoxx                | 有吉道夫 ooxoxo                    | －                               | 加藤一二三 ooxxoxx                                                             | 内藤國雄 oooo                               | －                         | 王座                           | －                                                              |                                                                 |
| 1969      | 有吉道夫 xooxxoo               |                            | 西村一義 oxsoxoo                   | －                               | 加藤一二三 ooxxsoso                                                            | 二上達也 oxooo                              | －                         |                                | －                                                              |                                                                 |
| 1969      | 有吉道夫 xooxxoo               |                            | 西村一義 oxsoxoo                   | －                               | 加藤一二三 ooxxsoso                                                            | 二上達也 oxooo                              | －                         |                                | －                                                              |                                                                 |
| 1970      | 灘蓮照 oxooo                   | 内藤國雄 ooxo              | 米長邦雄 oooxo                     | －                               | 中原誠 xxxoox                                                                  | 中原誠 oxxoxoo                              | －                         | NHK                            | －                                                              | 五冠独占 = 前期棋聖戦                                           |
| 1970      | 灘蓮照 oxooo                   | 中原誠 xxx                 | 米長邦雄 oooxo                     | －                               | 中原誠 xxxoox                                                                  | 中原誠 oxxoxoo                              | －                         | NHK                            | －                                                              | 五冠独占 = 前期棋聖戦                                           |
| 1971      | 升田幸三 oxxoxoo               | 中原誠 xxox                | 中原誠 oxooxxo                     | －                               | 中原誠 oxxoxx                                                                  | 有吉道夫 xoooxxo                            | －                         |                                | －                                                              |                                                                 |
| 1971      | 升田幸三 oxxoxoo               |                            | 中原誠 oxooxxo                     | －                               | 中原誠 oxxoxx                                                                  | 有吉道夫 xoooxxo                            | －                         |                                | －                                                              |                                                                 |
| 1972      | 中原誠 xooxoxx                 |                            | 内藤國雄 xoxxx                     | －                               | 中原誠 xxxox                                                                   | 中原誠 xxxx                                 | －                         | NHK 連盟                       | －                                                              | 16年ぶりの無冠                                                  |
| 1972      | 中原誠 xooxoxx                 |                            | 内藤國雄 xoxxx                     | －                               | 中原誠 xxxox                                                                   | 中原誠 xxxx                                 | －                         | NHK 連盟                       | －                                                              | 16年ぶりの無冠                                                  |
| 1973      |                                |                            |                                    | －                               | 中原誠 oxxoxoo                                                                 |                                             | －                         | 早指し(前)                     | 〈第1回〉 最優秀 最多勝利                                       | 「永世王将」現役就位                                            |
| 1973      |                                |                            |                                    | －                               | 中原誠 oxxoxoo                                                                 |                                             | －                         | 早指し(前)                     | 〈第1回〉 最優秀 最多勝利                                       | 「永世王将」現役就位                                            |
| 1974      | 中原誠 oxxoxox                 | 内藤國雄 xooo              |                                    | －                               | 中原誠 xoxxx                                                                   |                                             | －                         | 早指し（前）                   | 特別賞 最多勝利 最多対局                                        |                                                                 |
| 1974      | 中原誠 oxxoxox                 | 米長邦雄 ooo               |                                    | －                               | 中原誠 xoxxx                                                                   |                                             | －                         | 早指し（前）                   | 特別賞 最多勝利 最多対局                                        |                                                                 |
| 年度      | 名人 3-6月                     | 棋聖 6-7月 12-2月          | 王位 7-10月                        |                                  | 十段 11-12月                                                                   | 王将 1-3月                                  | 棋王 2-3月                 | 一般棋戦 優勝                  | 将棋大賞                                                        | 備考                                                            |
| 1975      | 〈第34期〉                     | 〈第26期〉 二上達也 oxoo   | 〈第16期〉                         | －                               | 〈第14期〉 中原誠 xxxx                                                         | 〈第25期〉                                  | 〈第1期〉                  | 早指し（後） 連盟              | 〈第3回〉 特別賞 最多勝利 最多対局                              |                                                                 |
| 1975      | 〈第34期〉                     | 二上達也 ooo               | 〈第16期〉                         | －                               | 〈第14期〉 中原誠 xxxx                                                         | 〈第25期〉                                  | 〈第1期〉                  | 早指し（後） 連盟              | 〈第3回〉 特別賞 最多勝利 最多対局                              |                                                                 |
| 1976      | 〈第35期〉                     | 桐山清澄 oxoo              |                                    | －                               |                                                                                | 中原誠 xooxxx                               |                            | 早指し（後）                   | 連勝                                                            | 12月6日 ・「十五世名人」現役襲位 ・日本将棋連盟会長             |
| 1976      | 〈第35期〉                     | 米長邦雄 xooxo             |                                    | －                               |                                                                                | 中原誠 xooxxx                               |                            | 早指し（後）                   | 連勝                                                            | 12月6日 ・「十五世名人」現役襲位 ・日本将棋連盟会長             |
| 1977      | －                             | 森雞二 oxoo                |                                    | －                               |                                                                                |                                             |                            |                                |                                                                 | 通算1000勝（史上初）                                            |
| 1977      | －                             | 中原誠 ooxxx               |                                    | －                               |                                                                                |                                             |                            |                                |                                                                 | 通算1000勝（史上初）                                            |
| 1978      | 〈第36期〉                     |                            | 中原誠 xoxxx                       | －                               |                                                                                |                                             |                            | 連盟                           |                                                                 |                                                                 |
| 1978      | 〈第36期〉                     |                            | 中原誠 xoxxx                       | －                               |                                                                                |                                             |                            | 連盟                           |                                                                 |                                                                 |
| 1979      |                                |                            |                                    | －                               |                                                                                | 加藤一二三 ooxoxo                           |                            | NHK 名将 連盟                  | 最優秀 最多勝利 最多対局                                        | 56歳で最優秀棋士                                                |
| 1979      |                                |                            |                                    | －                               |                                                                                | 加藤一二三 ooxoxo                           |                            | NHK 名将 連盟                  | 最優秀 最多勝利 最多対局                                        | 56歳で最優秀棋士                                                |
| 1980      |                                |                            |                                    | －                               |                                                                                | 米長邦雄 xoooo                              |                            | 王座                           |                                                                 |                                                                 |
| 1980      |                                |                            |                                    | －                               |                                                                                | 米長邦雄 xoooo                              |                            | 王座                           |                                                                 |                                                                 |
| 1981      |                                |                            | 中原誠 xoxxoox                     | －                               |                                                                                | 中原誠 xoxxosoo                             |                            | 王座                           |                                                                 | 59歳でタイトル獲得 = 王将戦                                     |
| 1981      |                                |                            | 中原誠 xoxxoox                     | －                               |                                                                                | 中原誠 xoxxosoo                             |                            | 王座                           |                                                                 | 59歳でタイトル獲得 = 王将戦                                     |
| 1982      |                                |                            |                                    | －                               |                                                                                | 米長邦雄 oxxxx                              | 米長邦雄 xxx               | 日本シリーズ                   |                                                                 | 通算1200勝（史上初）                                            |
| 1982      |                                |                            |                                    | －                               |                                                                                | 米長邦雄 oxxxx                              | 米長邦雄 xxx               | 日本シリーズ                   |                                                                 | 通算1200勝（史上初）                                            |
| 年度      | 名人 4-6月                     | 棋聖 6-7月 12-2月          | 王位 7-10月                        | 王座 9-10月                      | 十段 10-1月                                                                    | 王将 1-3月                                  | 棋王 2-3月                 | 一般棋戦 優勝                  | 将棋大賞                                                        | 備考                                                            |
| 1983      | 〈第41期〉                     | 〈第42期〉                 | 〈第24期〉                         | 〈第31期〉 （タイトル戦 に昇格） | 〈第22期〉                                                                     | 〈第33期〉                                  | 〈第9期〉                  | NHK                            | 〈第11回〉                                                      | 60歳で 全棋士参加棋戦優勝 = NHK杯                               |
| 1983      | 〈第41期〉                     |                            | 〈第24期〉                         | 〈第31期〉 （タイトル戦 に昇格） | 〈第22期〉                                                                     | 〈第33期〉                                  | 〈第9期〉                  | NHK                            | 〈第11回〉                                                      | 60歳で 全棋士参加棋戦優勝 = NHK杯                               |
| 1984      |                                |                            |                                    |                                  |                                                                                |                                             |                            |                                |                                                                 | 病気治療のため 順位戦を全休                                     |
| 1984      |                                |                            |                                    |                                  |                                                                                |                                             |                            |                                |                                                                 | 病気治療のため 順位戦を全休                                     |
| 1985      |                                |                            |                                    |                                  |                                                                                |                                             |                            | オールスター                   | 特別賞                                                          | 63歳で名人挑戦権獲得                                            |
| 1985      |                                |                            |                                    |                                  |                                                                                |                                             |                            | オールスター                   | 特別賞                                                          | 63歳で名人挑戦権獲得                                            |
| 1986      | 中原誠 xxoxx                   |                            |                                    |                                  |                                                                                |                                             |                            |                                |                                                                 |                                                                 |
| 1986      | 中原誠 xxoxx                   |                            |                                    |                                  |                                                                                |                                             |                            |                                |                                                                 |                                                                 |
| 1987      |                                |                            |                                    |                                  | 〈第26期〉                                                                     |                                             |                            |                                |                                                                 |                                                                 |
| 1987      |                                |                            |                                    |                                  | 〈第26期〉                                                                     |                                             |                            |                                |                                                                 |                                                                 |
| 年度      | 名人 4-6月                     | 棋聖 6-7月 12-2月          | 王位 7-10月                        | 王座 9-10月                      | 竜王 10-12月                                                                   | 王将 1-3月                                  | 棋王 2-3月                 | 一般棋戦 優勝                  | 将棋大賞                                                        | 備考                                                            |
| 1988      | 〈第46期〉                     | 〈第52期〉                 | 〈第29期〉                         | 〈第36期〉                       | 〈第1期〉                                                                      | 〈第39期〉                                  | 〈第14期〉                 |                                | 〈第16回〉                                                      |                                                                 |
| 1988      | 〈第46期〉                     |                            | 〈第29期〉                         | 〈第36期〉                       | 〈第1期〉                                                                      | 〈第39期〉                                  | 〈第14期〉                 |                                | 〈第16回〉                                                      |                                                                 |
| 1989      |                                |                            |                                    |                                  |                                                                                |                                             | 南芳一 xxx                 |                                |                                                                 | 会長退任 66歳でタイトル挑戦 = 棋王戦                            |
| 1989      |                                |                            |                                    |                                  |                                                                                |                                             | 南芳一 xxx                 |                                |                                                                 | 会長退任 66歳でタイトル挑戦 = 棋王戦                            |
| 1990      |                                |                            |                                    |                                  |                                                                                |                                             |                            |                                |                                                                 | 通算1400勝（史上初）                                            |
| 1990      |                                |                            |                                    |                                  |                                                                                |                                             |                            |                                |                                                                 | 通算1400勝（史上初）                                            |
| 1991      |                                |                            |                                    |                                  |                                                                                |                                             |                            |                                | 特別賞                                                          |                                                                 |
| 1991      |                                |                            |                                    |                                  |                                                                                |                                             |                            |                                | 特別賞                                                          |                                                                 |
| 1992      | 〈第50期〉 〈第51期 A級4位〉   | 0                          | 〈第33期〉                         | 〈第40期〉                       | 〈第5期〉                                                                      | 〈第42期〉                                  | 〈第18期〉                 |                                | 記者会賞                                                        | 1992年7月 現役のまま死去                                        |
| 1992      | 〈第50期〉 〈第51期 A級4位〉   | 〈第61期〉                 | 〈第33期〉                         | 〈第40期〉                       | 〈第5期〉                                                                      | 〈第42期〉                                  | 〈第18期〉                 |                                | 記者会賞                                                        | 1992年7月 現役のまま死去                                        |
| 合計      | 名人戦 登場 25回 獲得 18期     | 棋聖戦 登場 22回 獲得 16期 | 王位戦 登場 15回 獲得 12期         | 王座戦 登場 00回 獲得 00期       | 九段戦 登場 08回 獲得 06期十段戦 登場 14回 獲得 08期竜王戦 登場 00回 獲得 00期 | 王将戦 登場 26回 獲得 20期                  | 棋王戦 登場 02回 獲得 00期 | 一般棋戦 優勝 44回 （歴代2位） | タイトル戦登場回数 合計112回 タイトル獲得 合計 80期 （歴代2位） | タイトル戦登場回数 合計112回 タイトル獲得 合計 80期 （歴代2位） |
| 永世 称号 | 十五世名人 1976年12月06日 襲位 | 永世棋聖 1965年付け        | 永世王位 1964年付け （1997年制定） | －                               | 永世十段 1988年付け                                                            | 永世王将 1973年10月31日 就位 （1973年制定） | －                         | －                             |                                                                 |                                                                 |

## 人物
- 大の麻雀好き。タイトル戦を戦っている最中にも控室に顔を出し、その場にいる棋士や観戦記者達に「早く仕事（＝麻雀）をしなさい」と場を立てさせようとするほどで、2日制のタイトル戦では毎夜雀卓を囲むことが珍しくなかった[69]。そのため立会人を務める棋士についても「麻雀を打てる人にして欲しい」とリクエストしていたほどで、時には封じ手の時間を「みなし長考」扱いにして繰り上げてまで麻雀を打ったこともあるという[70]。田丸昇はこれらの行動について「対局場を仕切って自分のペースにするのも戦略だと思っていた。麻雀はその小道具だった。ひとつの盤外戦術といえる」と分析している[70]。
- 「ゴルフを初めてやった大山は、「こんな面白いものが将棋に悪くないはずがない」と言ってきっぱりやめてしまった」と伝えられることも多いが、実際はゴルフもある程度、熱心にたしなんだ後に、「将棋によくない」ときっぱりやめた[71] とされる。しかし河口俊彦『大山康晴の晩節』によると、晩年の大山は「健康のためのゴルフ」を熱心に行っていた。
- 大山は健啖家だったが、酒は好きではなかった。大山の盟友であった丸田祐三も酒を嗜まなかった。
- 持っていたタイトルを全部失って途方に暮れていたとき、無性に横溝正史に会いたくなり、一升ビンを持って正月早々に横溝家に押しかけたことがある[72]。社交性がなく、仕事以外で他人と酒を酌み交わした覚えがないと自認する大山は、「この様な事は、横溝正史先生以外の人にした事がない」と記している[72]。
- 妻・（旧姓：中山）昌子の実家がある吉備郡岡田村（現・倉敷市真備町岡田）に疎開していた横溝正史は、たまたま昌子との見合いに来ていた大山を見かけ、東京に戻ってから「まあちゃんのお婿さん」というエッセイを時事新報に載せたところ、それを読んだ大山夫妻が横溝家を訪ねてきて以来、両家の親交が続くこととなった[73]。
- 食べ物では「嫌いなものは特にない」一方で「辛いものが好き」。カレーライスでは30倍カレーを普通に平らげるほど辛さに強く、同じく激辛好きの林葉直子と意気投合することが多かった[74]。
- NHK杯テレビ将棋トーナメントやテレビ将棋対局では、非常にわかりやすい解説に定評があった。
- 自宅最寄り駅の荻窪駅から自宅へ帰る途中や将棋会館最寄り駅の千駄ケ谷駅から将棋会館へ歩いて向かう途中、人に追い越されると悔しくて抜き返したという。
- 升田とは兄弟弟子でありながら、お互いにトップ棋士となった頃には、上記の通り盤外戦でも嫌がらせの応酬に終始したと伝えられる。1970年代には関係が修復され、1974年には将棋会館建設を巡り日本将棋連盟執行部の退陣を求め共闘したほか、同年の日本棋院主催の囲碁団体戦では共に「日本将棋連盟チーム」の一員として参加するなど一時蜜月関係となるが、1976年の名人戦の主催者移行（朝日→毎日）を巡り再び対立し関係が悪化するなど、その仲は二転三転した[75]。ただ升田が逝去したときには真っ先に駆け付け、「面会謝絶」と留められるのを振り切って死に顔に面会した。

## その他
- 1968年にビクターレコードよりリリースされた三沢あけみの楽曲「勝負」を作詞した。
- 河口俊彦が大山の人物像を描いた「大山康晴の晩節」は、第15回（2002年度）将棋ペンクラブ大賞を受賞している。
- 河口俊彦によると、大山に禁煙を勧められた河口が「（やめた方がいいのは）わかってはいるんですけどねえ」と答えると、「わかっているのに実行しないとは信じられない」というような目で見られたという。
- 藤井猛九段は『大山康晴全集』の全棋譜を並べるほど熱心に大山将棋を学んだという。このため、藤井の指し手には大山将棋の影響が表れていると言われる。
- 坂口安吾の小説『九段』には、若き大山九段のウヌボレ屋な一面と、坂口安吾との偶然の縁が描かれている。
- バトルロイヤル風間の将棋4コマ漫画にも初期にはよく登場し、将棋と全然関係ないシーンで大山が「ワシにまかせろ!」なる怒号と共に出てきて、強引に片付けてしまうのが定番のギャグだった。風間によると「ネタに詰まるとすぐ大山」だったとの事で、これが縁で大山と風間の対談も実現している。対談は漫画にされ将棋マガジンに掲載された。風間は「大山は将棋しか考えない鉄人だった」と語っている。この時、国会議員に立候補しないのかと風間が聞いたところ、大山は「たとえなっても歩にすぎないので馬鹿馬鹿しい。王将にだったらなるが」という意味の返答をした。
- 55年組の強豪の南芳一九段は、かつて「リトル大山」の異名を取った。
- 渡辺明は、その風貌、終盤の強さや逆転術などから、四段時代より「大山の再来」といわれてきた。
- コンピュータ将棋については、まだ本将棋を指せず、詰将棋プログラムが先行して研究されていた頃から反対していた。「人間が負けるに決まってるじゃないか」[76] というのがその理由である。また、「コンピュータに将棋なんか教えちゃいけないよ。ろくなことにならないから」が口癖だった[77]。大山の生前はコンピュータ将棋はプロの棋力には遠かったが、2013年の第2回将棋電王戦で、初めて公にプロ棋士がコンピュータに敗れた。
- コンピュータ将棋『早指し 二段森田将棋』の題字は大山の筆である。発売されたのは、大山の死後である1993年6月18日だった。

## 主な出演

### CM
- 多胡本家酒造場 - 『加茂五葉（かもいつは）』（昭和40年代：岡山県ローカル。地方ローカル局（山陽放送）のみ）

（※当時、同時期のCMで俳優・長門勇の「『御前酒』（加茂五葉同様、岡山県の地酒）飲まにゃあ、ええ酒じゃ」が流れていたので、それに対抗して大山名人曰く「酒は断然！『加茂五葉』ですね」が決まり文句だった）
- ライオン  - 『エメロン石鹸』（1974年：ACC CMフェスティバル 第14回テレビフィルムCM部門秀作賞）
- 毎日新聞（1979年）
- 箱根湯本温泉『天成園』（1980年代）

## 主な著書
- 『将棋・勝つ受け方』（1984年6月、池田書店、ISBN 4-262-10263-7）
- 『大山流勝負哲学』（1985年4月、産能大学出版局、ISBN 4-382-04856-7）
- 『四間飛車のポイント 大山流振飛車の真髄』（1987年6月、日本将棋連盟、ISBN 4-8197-0116-9）
- 『背水の陣で生きる―ガンを克服した63歳の挑戦者』（1986年7月、光文社カッパ・ホームス、ISBN 4-334-05129-4）
- 『昭和将棋史』（1988年1月、岩波新書、ISBN 4-00-430007-X）
- 『大山康晴全集』（1991年5月、毎日コミュニケーションズ、ISBN 978-4-89563-546-2）
  - 第1巻 五冠王まで（昭和11年 - 37年）
  - 第2巻 無敵時代（昭和38年 - 46年）
  - 第3巻 記録への挑戦（昭和47年 - 平成3年）
- 『棋風堂堂―将棋と歩んだ六十九年間の軌跡』（天狗太郎編集、1992年10月、PHP研究所）
- 新版『大山康晴 人生に勝つ』（1999年12月、日本図書センター、ISBN 4-8205-5767-X）
- 新版『勝負のこころ』（2009年2月、PHP研究所）
- 新版『不動心論 あるがままに身を置いて心ゆるがず』（2017年6月、ロングセラーズ、ISBN 4-8454-5024-0）

## 弟子

### 棋士
| 名前     | 四段昇段日    | 段位、主な活躍                                     |
| -------- | ------------- | -------------------------------------------------- |
| 市川伸   | 1954年        | 五段                                               |
| 有吉道夫 | 1955年5月15日 | 九段、棋聖1期、一般棋戦優勝9回、A級在籍21期        |
| 中田功   | 1986年4月30日 | 八段                                               |
| 行方尚史 | 1993年10月1日 | 九段、タイトル挑戦2回、一般棋戦優勝2回、A級在籍6期 |

（2019年11月14日現在）
- 市川は1967年に将棋連盟を退会[78]。
- 有吉は大山とのタイトル戦で4度の「師弟対決」。大山・有吉以外で、タイトル戦の師弟対決は起きていない[79]。
- 中田の弟子・大山の孫弟子に当たる佐藤天彦が実力制第十三代の名人となり、3期在位。名人の孫弟子が名人になったのは初めて[80]。
- 行方は大山死去後の1993年にプロ四段昇段。名人戦挑戦1回。
- 有吉の門下として、坪内利幸（1970年プロデビュー）、有森浩三（1983年プロデビュー）がいる。この2人は大山の孫弟子にあたるが、いずれも大山が現役中にプロ入りを果たしているため、大山は「自身が現役中に孫弟子がプロデビュー」という珍しい快挙を達成したことになる。